# Antipapa Calisto III
Calisto III foi Antipapa de Setembro 1168 a 29 de Agosto de 1178. 

## Biografia
Nascido Giovanni, era abade de Stuma. Era também um determinado apoiante, desde cedo, de Frederico I (Barbarossa), e também apoiou o Antipapa Vítor IV, que o fez cardeal.
Foi nomeado sucessor do Antipapa Pascoal III por um pequeno número de cardeais cismáticos. Calisto representou, fundamentalmente, uma manobra de Frederico para pressionar o papa Alexandre III, e dispunha de um apoio territorial limitado. Residia em Viterbo.
Frederico, por conveniência política, depois da sua derrota em Legnano, passou a apoiar Alexandre na Paz de Veneza, em 1177, e denunciou a sua antiga posição em 29 de Agosto de 1178. Calisto aceitou a situação, submetendo-se a Alexandre no mesmo dia. Veio a ser nomeado reitor de Benevento, onde faleceu poucos anos mais tarde.